# Храм Преображения Господня (Афины)
Храм Преображения Господня (греч. Ναός Μεταμορφώσεως του Σωτήρος) — маленькая византийская церковь в Афинах, в районе Плака, у северного подножья Акрополя. Возведена в конце XI века.

## История
Считается, что храм был возведён в третьей четверти XI века. От первоначального здания сохранились северная (обращена к улице) и южная (примыкает к холму Акрополь) стороны и купол. Остальные стороны впоследствии перестраивались для увеличения вместительности храма. В период османского владычества (1456–1833) на северной стене была выполнена стрельчатая арка (типичный элемент османской архитектуры).

## Описание
Храм относится к архитектурному типу крестово-купольного вписанного храма с четырьмя колоннами и без притвора. Кладка северной стены храма выполнена в распространённом в Афинах византийском стиле под названием «клуазоне» (чередование прямоугольных камней и тонких красных кирпичей). Купол храма «афинского типа», восьмигранный, содержит мраморные небольшие колонны между гранями купола и окошки в гранях.
К южной стороне церкви примыкает маленькая часовня, вырубленная в холме Акрополя. Она посвящена преподобномученице Параскеве Римской. 
Возможно, около церкви похоронен Одиссей Андруцос, один из героев греческой войны за независимость. 